# FRAX
Das Fracture Risk Assessment Tool, kurz FRAX, ist ein computer-basierter Algorithmus zur Berechnung des Risikos, in den folgenden zehn Jahren eine Osteoporose-bedingte Fraktur zu erleiden, der unter Führung von John A. Kanis an der Universität von Sheffield entwickelt wurde und auf deren Homepage in sechs Sprachen zur Verfügung steht. Das Risiko wird spezifiziert für eine Schenkelhalsfraktur und für eine größere osteoporotische Fraktur, worunter eine klinisch manifeste Wirbelkörperfraktur, eine distale Radiusfraktur, eine proximale Oberarmfraktur und eine Schenkelhalsfraktur summiert werden.

## Fragebogen
Die Analyse erfolgt anhand klinischer Risikofaktoren, regionaler Herkunft und mit Hilfe der Ergebnisse einer Knochendichtemessung des Schenkelhalses. Da die regionale Herkunft eine große Bedeutung hat, sind jeweils regionale Vergleichsgruppen notwendig. Entsprechend existiert der Algorithmus nicht für alle Länder und Herkunftsregionen, wird aber laufend erweitert und war im August 2012 bereits in 21 Sprachen verfügbar. Für Deutschland, Österreich, die Schweiz und Belgien bestehen bereits nationale Risikoalgorithmen. In den U.S.A. und für Singapur sind darüber unterschiedliche Vergleichsgruppen anhand ethnischer Herkunft definiert.
Die einfließenden klinischen Angaben sind aus der Osteoporose-Forschung bekannt und etablierte Risikofaktoren. Neben Alter (zwischen 40 und 90 Jahren) und Geschlecht gehen Größe und Gewicht ein. Weitere Fragen betreffen:
- eine vorausgegangene klinisch auffällige pathologische Fraktur im Erwachsenenalter
- eine Hüftfraktur bei einem Elternteil
- aktueller Rauchstatus
- aktuelle Einnahme von Cortison
- Erkrankung an chronischer Polyarthritis
- Andere systemische Erkrankung mit dem Risiko einer sekundären Osteoporose, wie insulinpflichtiger Diabetes mellitus
- Konsum von durchschnittlich mindestens drei alkoholischen Getränken pro Tag

Weiterhin muss die Knochendichte des Schenkelhalses angegeben werden, nach Auswahl des Messgerätes. Allerdings wird nur die Messmethode DEXA akzeptiert.

## Anwendung
Der Algorithmus ist zur Abschätzung einer eventuellen antiresorptiven Osteoporose-Therapie gedacht und vorwiegend für die ärztliche Anwendung konzipiert. Während bei einer manifesten Osteoporose mit einem t-score von unter −2,5 die Indikation für eine antiresorptive Therapie meist eindeutig ist, entstehen die meisten Frakturen bereits bei einer Osteopenie mit einem t-score zwischen −1 und −2,5.
Für diesen Grenzbereich eignet sich der FRAX-Algorithmus. Nach aktuellen Empfehlungen, die von der amerikanischen National Osteoporosis Foundation in ihren Leitlinien übernommen wurden, denen aber noch eine korrekte wissenschaftliche Basis fehlt, soll eine Therapie bei Männern über 50 Jahren und bei Frauen nach der Menopause eingeleitet werden, wenn das Zehnjahresrisiko für eine Hüftfraktur mindestens 3 % beträgt oder für eine größere osteoporotische Fraktur bei mindestens 20 % liegt.

## Grenzen der Anwendung
Schwierigkeiten in der Verwendung des FRAX-Algorithmus ergeben sich besonders bei Migranten, da ungeklärt ist, ob der Algorithmus des Herkunftslandes oder des Landes des aktuellen Aufenthalts verwendet werden soll, ebenso liegen außer für die U.S.A. und Singapur keine Referenzpopulationen für verschiedene Ethnien der einzelnen Länder vor. Darüber hinaus wird die vorherige Einnahme von Cortison nur als binäre Angabe abgefragt, obwohl das Osteoporose-Risiko stark von Dauer und Dosis der Cortisoneinnahme abhängt. Das Verfahren ist des Weiteren nur für die Knochendichte an der Hüfte ausgelegt, nicht aber für die der Speiche oder der Lendenwirbelsäule, welche ein sehr starker Risikofaktor für weitere osteoporotische Knochenbrüche  ist. Als Risikofaktoren wurden auch Vitamin-D-Mangel und Stürze in der Vorgeschichte nicht in den Algorithmus aufgenommen, was aber den Autoren zufolge die Genauigkeit des Verfahrens nicht verbessern würde.